# 野村貞方
野村 貞方（のむら さだのり、1952年 - ）は写真家。アーティスト。本名、野村 貞則（のむら さだのり）東京都出身。日本大学芸術学部写真学科卒業。放送大学大学院文化科学研究科文化科学修士号。APA、ニューヨークADC会員。
日本デザインセンター入社後、写真家・藤岡達雅に師事。
その後フリーとして活動したのち、1987年、四谷に有限会社野村貞方事務所を設立。2007年有限会社野村貞方事務所改めNY-STUDIO。2001年及び2005年にNewYork ADCより「世界の100人のカメラマン」に選ばれる。2006年NewYork ADCより「世界の75人のカメラマン」に選ばれる。写真表現またその方法論を学術的に研究し、具体的な表現を追求している。

## 受賞歴
APA、JPS、NAAC
- 第35回日本工業新聞産業広告大賞シリーズ広告部門金賞
- 1996日本産業広告賞新聞部門シリーズ第一部、第一席
- 1996朝日広告賞E部門賞
- 1998日本産業広告賞新聞部門シリーズ第一部、第二席
- 第五回世界ポスタートリエンナーレトヤマ入賞
- 1999年鑑日本の広告写真APA優秀賞
- 第八回環境広告コンクールポスター部門賞優秀賞
- 第九回環境広告コンクールポスター部門賞優秀賞
- 第53回広告電通賞雑誌第2部門優秀作品賞受賞
- 2000年度日本産業広告賞新聞部門シリーズ第一部第二席日刊工業新聞社賞受賞
- 2001年及び2005年、NEW YORK ADCより"世界の100人のカメラマン」に選ばれる
- 2002年第23回日本産業経済広告総合展/経済産業大臣賞受賞
- 2005年第47回全国カタログポスター展/日本印刷産業連合会奨励賞
- 2006年、NEW YORK ADCより"世界の75人のカメラマン"に選ばれる
- 2006年第48回全国カタログポスター展/印刷出版研究所賞
- 2008年第36回社団法人日本写真家協会公募展入選
- 2011年第32回日本BtoB広告賞金賞受賞

## 個展
- 1993年、麹町 WHISKY-GALLERYにて ｢MEDITATION｣
- 1995年、イトーキ銀座ニューオフィスギャラリーにて ｢RESOLUTION｣
- 1996年、銀座 富士フォトサロンにて ｢GOOD FACE IN GOOD FAITH｣
- 1999年、銀座 富士フォトサロンにて ｢VEGETABLE KINGDOM｣
- 1999年、銀座 ギャラリー新居にて ｢ダンテ新曲より地獄篇｣
- 2000年、大阪 ギャラリー新居にて ｢VEGETABLE KINGDOM｣
- 2000年、銀座 KODAKフォトサロンにて ｢RECOLLECTIONS｣
- 2005年、四谷WITH NYにて ｢RECOLLECTIONS｣
- 2007年、銀座 ギャラリー新居にて ｢ダンテ神曲より地獄編｣
- 2007年、大阪 ギャラリー新居にて ｢VEGETABLA KINGDOM｣

## グループ展
- 1992年、銀座 電通ギャラリーにて ｢APA映像史展－広告写真'92展｣
- 1993年、銀座 電通ギャラリーにて ｢APA写真展－全国で活躍する写真家たち｣
- 2000年、恵比寿 東京都写真美術館にて ｢地球と人間－YES・NO展｣
- 2000年、恵比寿 東京都写真美術館にて ｢光の中の日本展｣
- 2006年、銀座ギャラリー新居にて ｢ギャラリーコレクション展｣
- 2007年、東京・大阪 富士フイルムフォトサロンにて ｢広告写真・渾身の一枚展｣
- 2007年、新橋 東京美術倶楽部にて ｢TOKYO CONTEMPORARY ART FAIR 2007｣
- 2008年、紀尾井町 ホテルニューオータニにて ｢ASIA TOP GALLERY HOTEL ART FAIR｣

## 掲載紙
- 1995年、『ヌードフォト』
- 1995年、『レゾリューション』写真集　ナダールコーポレーション
- 1995年、『HOW TO DECIDE EXPOSURE』
- 1995年、『MONTHLY DESIGN』/ KOREA
- 1997年、『ADC年鑑』(美術出版社, 1997),P.246,286.
- 1997年、『Advertising Photography in Japan'98』(P.I.E BOOKS, 1997),P.86.
- 1998年、『ADC年鑑』(美術出版社, 1998),P97, 207.
- 1999年、『ADC年鑑』(美術出版社, 1999),P.227, 257.
- 1999年、『NUDE 3』(GRAPHIS INC, 1999), p.2,76,77.
- 2000年、『小島良平デザインの世界』 广西美术出版社/ TOKYO
- 2002年、『Advertising Photography in Japan'2002』(P.I.E BOOKS, 2001),P.22-23, 105, 118, 171.
- 2002年、『Environment/ Welfare-Related Graphics』(P.I.E BOOKS, 2002),P.19, 28,30.
- 2013年、｢OPEN FORUM｣ Open Forum 編集委員会/ CHIBA
- 2013年、｢Irving Penn / Technique and Philosophy of Representation｣ (京都大学学術出版会, 2019), p.278